# Rapala dioetas
Rapala dioetas är en fjärilsart som beskrevs av William Chapman Hewitson 1863. Rapala dioetas ingår i släktet Rapala och familjen juvelvingar. Inga underarter finns listade.

## Bildgalleri

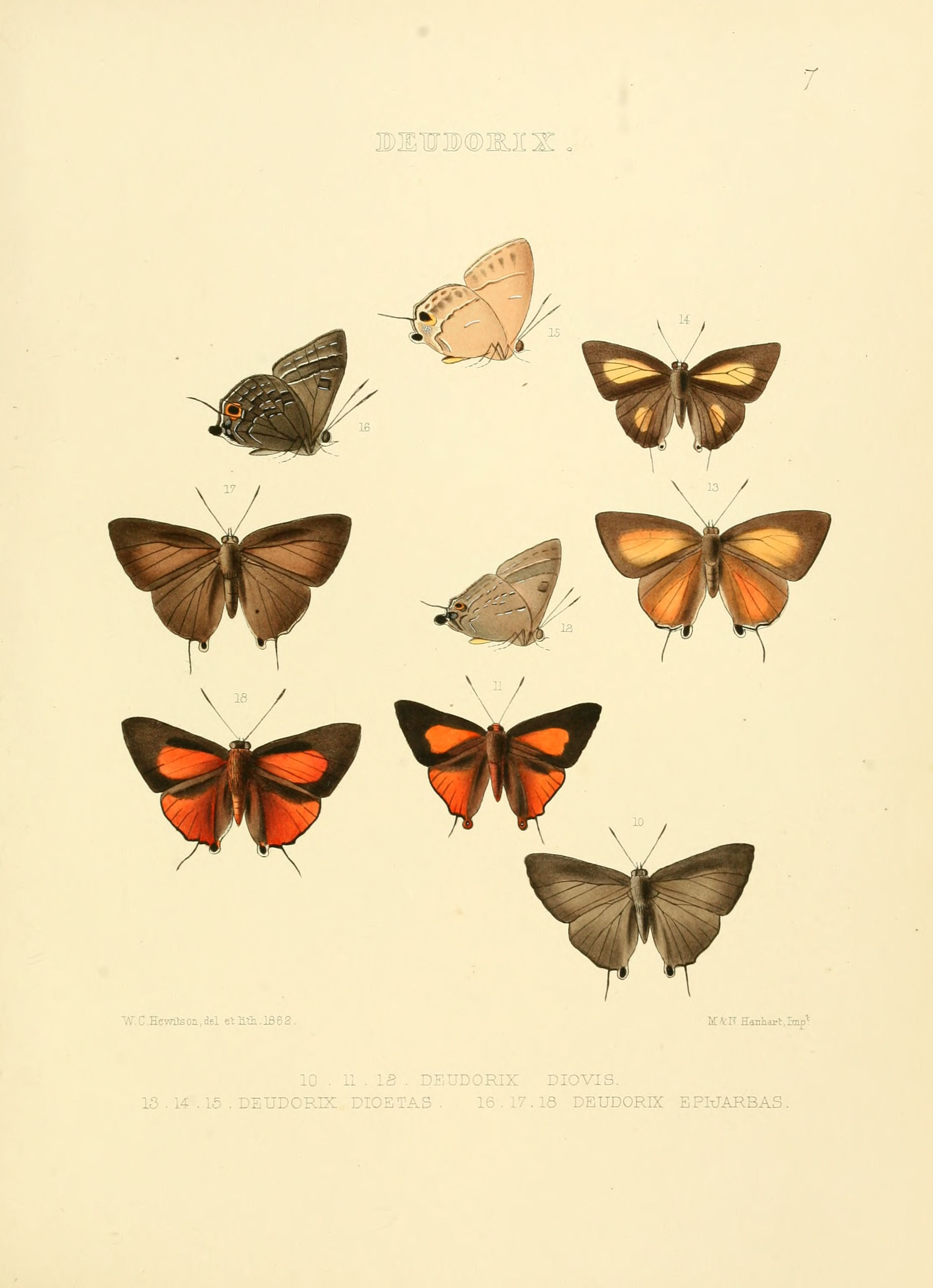
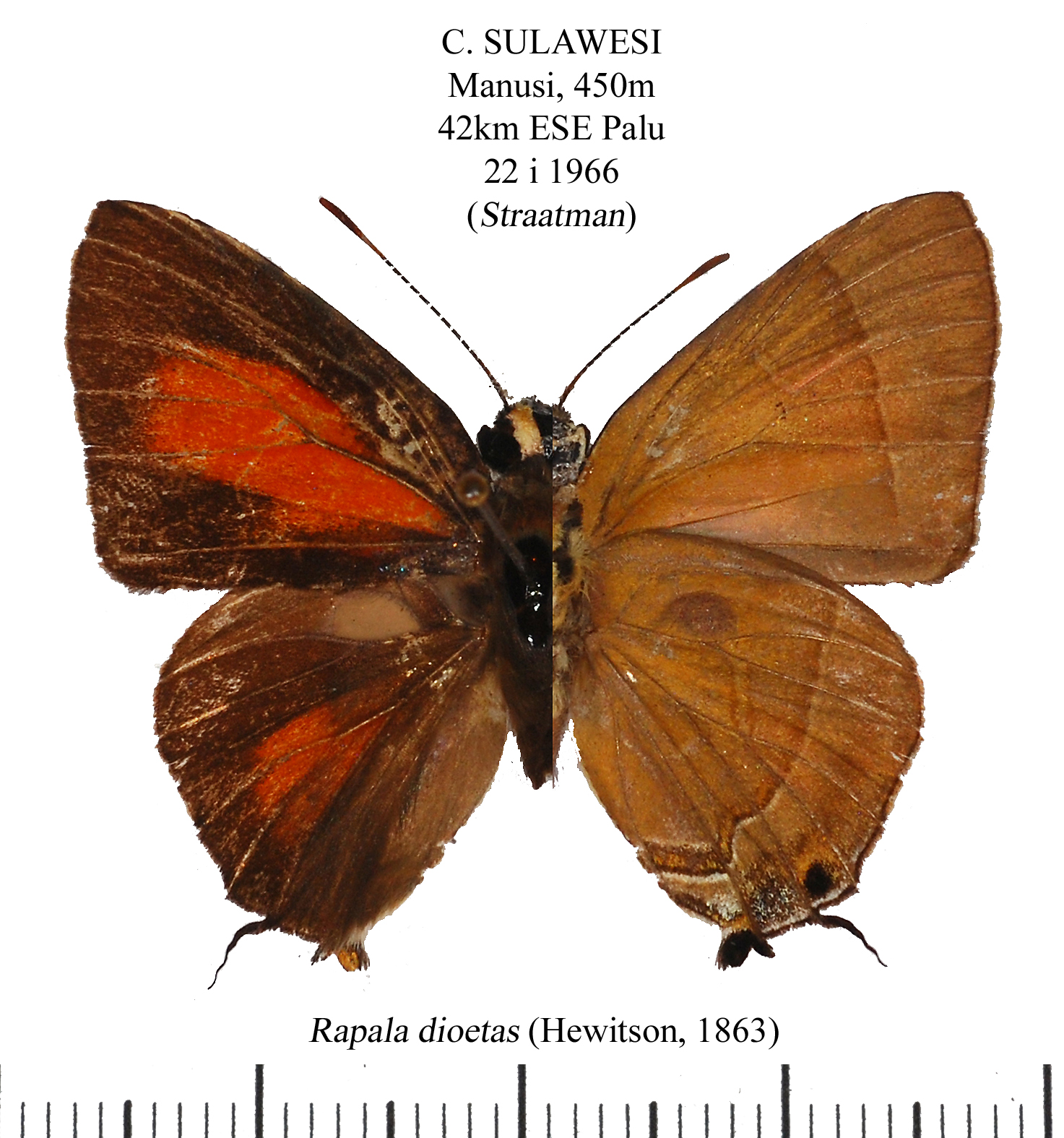